# Halyna Kruk
Halyna Kruk, ukrajinsky celým jménem Гали́на Григо́рівна Крук (* 30. listopadu 1974 Lvov, Ukrajina) je ukrajinská básnířka, překladatelka a literární historička.

## Život
Vystudovala Lvovskou univerzitu, na které v současné době také přednáší. Je členkou ukrajinského Svazu spisovatelů. Hodně se věnuje překladatelské činnosti, překládá hlavně z polštiny (mimo jiné práce Wislawy Szymborské) a z ruštiny. Známější je však díky spisovatelské činnosti. V roce 1997 vydala první dvě básnické sbírky Mandry u Poshukakh Domu (Putování při hledání domu) a Slidy na Pisku (Stopy v písku), další následovala až v roce 2005. Navazuje na tradici ukrajinské ženské poezie (vždyť „každou řádku jejích básní napsala žena“, jak o ní říká ukrajinská krirička Kateryna Botanova).
Za svá básnická díla získala Halyna Kruk dvě mezinárodní literární ocenění – vyhrála dvě literární soutěže, a to Pryvitannia Zhyttia a Granoslov. Mezi vydáním básnických sbírek začala s tvorbou pro děti, kterou publikovala v dětských časopisech a sbornících. V roce 2003 získala grant Gaude Polonia Fellowship (poskytovaný polským ministerstvem kultury), stipendium v Krakově (2005) a ve Švédsku (2007). V roce 2015 byla hostem 16. ročníku českého literárního festivalu Měsíc autorského čtení. Ve stejném roce byl s autorkou natočen portrét pro cyklus Ukrajinská čítanka – Ukrajina, davaj, Ukrajiny, který vznikl v koprodukci nakladatelství Větrné mlýny a tří veřejnoprávních televizí z Česka (ČT), Polska (TVP) a Slovenska (RTVS). Režisérem dílu je Marcin Bradke.
Jako literární historička se ve svém výzkumu věnuje lidovým žánrům ukrajinského baroka.

## Díla

### Poezie
- Putování při hledání domu (1997)
- Stopy v písku (1997)
- Tvář, co není na fotografii (2005)

### Knihy pro děti
- Příběhy starého lva (2003)
- Marko cestuje po celém světě (2007)
- Je těžké být nejmladší (2008)
- Máma po Skypu (příspěvek v antologii, 2013)